# Sorbus scopulina
Sorbus scopulina är en rosväxtart som beskrevs av Edward Lee Greene. Sorbus scopulina ingår i släktet oxlar, och familjen rosväxter. Utöver nominatformen finns också underarten S. s. cascadensis.